# Arduino: The Documentary
Arduino: The Documentary é um documentário realizado em 2010 acerca da plataforma de hardware livre Arduino.